# 135-и източен меридиан
135-ият източен меридиан или 135° източна дължина e меридиан, който се разпростира от Северния полюс на север, през Северния ледовит океан, Азия, Тихия океан, Австралазия, Индийския океан, Антарктическия океан и Антарктида, до Южния полюс на юг.
Сформира голяма окръжност с 45-и западен меридиан.
Преминава през Северния полюс, Северния ледовит океан, Русия, Япония, Тихия океан, Индонезия, Австралия, Индийския океан, Антарктическия океан и Антарктида.